# نبرد لاس‌بابیاس
نبرد لاس‌بیاس (انگلیسی: Battle of Las Babias)، نبردی است که در سال ۷۹۵ بین نیروهای امارت قرطبه به رهبری عبدالکریم بن عبدالواحد بن مغیث و پادشاه آستوریاس، آلفونسوی دوم، پس از نبرد لوتوس رخ داد که با پیروزی مسلمانان و تاراج مناطق شمالی همراه بود.

## جنگ

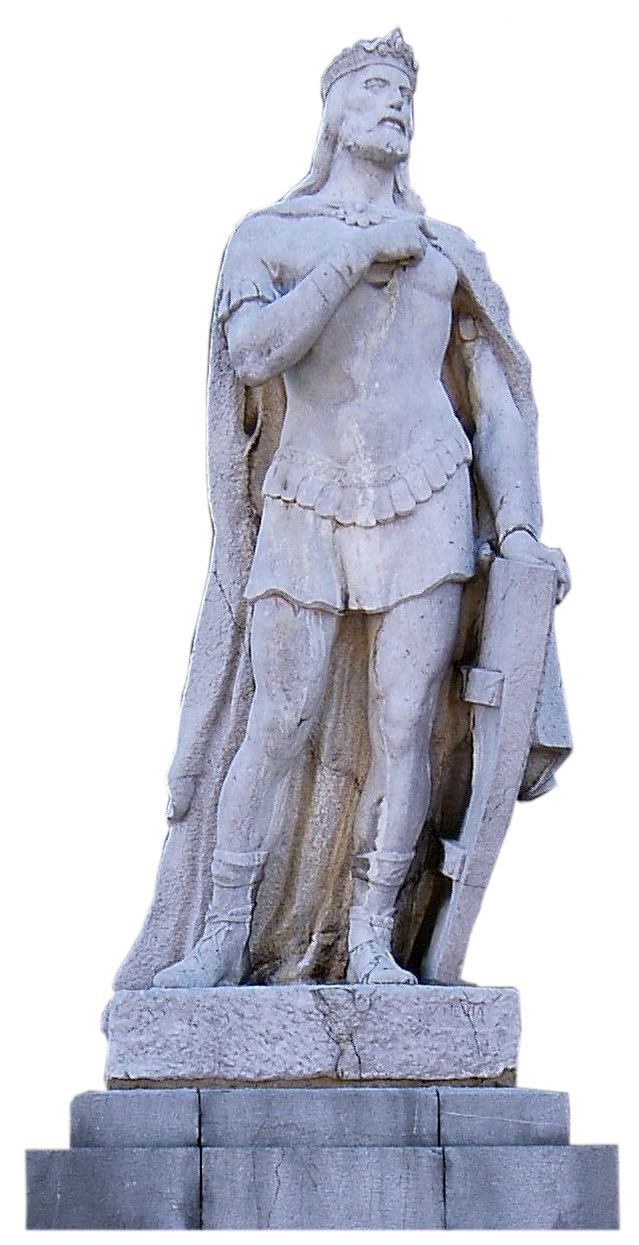
مجسمه آلفونسوی دوم

پس از شکست لشکر مسلمانان در نبرد لوتوس و کشته شدن عبدالمالک بن عبدالواحد بن مغیث، بار دیگر لشکر قرطبه به فرماندهی عبدالکریم بن عبدالواحد بن مغیث عازم نبرد با مسیحیان در شمال شد و در نبردی دوباره با آلفونسوی دوم وی را شکست داد. پس از آلفونسوی دوم به همراه لشکریان خود از مهلکه گریخت اما مناطق شمالی به دست لشکر قرطبه غارت شد و مسیحیان زیادی در جریان غارت کشته شدند.
پس از این برد بود که هشام یکم مرد و جانشینش حکم یکم به مسند امارت قرطبه رسید.